# Железо (фильм)
«Железо» (англ. Hardware; другие названия — «Железяки», «МАРК 13», «Голова робота») — британо-американский фантастический триллер 1990 года, снятый режиссёром Ричардом Стэнли по мотивам рассказа, опубликованного в британском журнале комиксов «2000 AD».

## Сюжет
Кочевник-мусорщик пробирается через заражённую радиацией пустошь и находит закопанного робота. Он собирает детали и относит их торговцу хламом Элви, который разговаривает с «Жестоким Мо» Бакстером, бывшим солдатом, и другом Мо, Шейдсом. Когда Элви отходит, Мо покупает у кочевника детали робота и продаёт их Элви, оставив себе только голову. Заинтригованный технологией, Элви начинает изучать её историю. Мо и Шейдс навещают Джилл, затворницу, с которой встречается Мо, и после сдержанного приветствия, во время которого Джилл проверяет их счётчиком Гейгера, Мо преподносит ей голову робота в качестве рождественского подарка. Джилл, скульптор по металлу, с радостью принимает голову. После ухода Шейдса они занимаются громким, страстным сексом, не подозревая, что за ними через телескоп наблюдает их сквернословящий, извращённый, вуайеристский сосед Линкольн Вайнберг.
Позже Мо и Джилл спорят о правительственном плане стерилизации и о том, нравственно ли заводить детей. Джилл превращает голову робота в скульптуру, и Мо говорит, что ему нравится работа, но он не понимает, что она символизирует. Разочарованная Джилл говорит, что она ничего не символизирует, и возмущается предложением Мо создавать больше коммерческих произведений искусства на продажу. Их прерывает Элви, который убеждает Мо вернуться в магазин, так как у него есть важные новости о роботе, который, по его словам, является M.A.R.K. 13. Перед уходом Мо проверяет свою Библию, где находит фразу «Ни одна плоть не будет оставлена в живых» в Евангелии от Марка 13:20, и у него возникают подозрения, что робот является частью правительственного плана по геноциду людей, направленного на решение серьёзной проблемы перенаселения планеты. Мо находит Элви мёртвым от цитотоксина и доказательства того, что робот — экспериментальная боевая модель, способная к самовосстановлению; в записях Элви также указан дефект — уязвимость к влаге. Обеспокоенный Мо связывается с Шейдсом и просит его проверить Джилл, но Шейдс под кайфом и едва соображает.
В это время в квартире робот собрал себя из частей металлических скульптур Джилл и зарядился, истощив электросеть в её квартире. Он пытается убить Джилл, но она запирает его в комнате после того, как двери в квартире блокируются. Линкольн видит, как робот закрывает жалюзи, когда пытается подсмотривать за Джилл, и после того, как ему ненадолго удаётся открыть дверь в квартиру и войти, он грубо до нее домогается и предлагает взломать аварийный замок, который запирает их в квартире. Линкольн не обращает внимания на предупреждения Джилл о роботе-убийце, и, когда он пытается открыть жалюзи, чтобы ему было легче подглядывать за ней, M.A.R.K. 13 жестоко убивает его. Джилл убегает на кухню, где холодильник скрывает её от инфракрасного зрения робота. Она повреждает M.A.R.K. 13, а затем прибывают Мо, Шейдс и охрана квартиры и открывают по роботу огонь, думая, что уничтожили его.
Когда Джилл и Мо обнимаются, M.A.R.K. 13 вытаскивает её в разбитое, и она попадает в квартиру этажом ниже. Джилл бежит обратно наверх, чтобы помочь Мо, который остался наедине с M.A.R.K. 13. Будучи слишком самоуверенным, Мо вступает с роботом в бой, и тот вводит ему тот же токсин, который убил Элви. Умирая, Мо испытывает эйфорию и серию галлюцинаций. После того как Джилл возвращается в свою квартиру, M.A.R.K. 13 заставляет двери её квартиры быстро открываться и закрываться; охранники погибают при попытке войти, а Шейдс оказывается в ловушке снаружи. Джилл взламывает процессор M.A.R.K. 13 и безуспешно пытается с ним пообщаться; однако она обнаруживает слабость робота и заманивает M.A.R.K. 13 в ванную. Шейдс, которому удалось быстро проскочить в двери, даёт ей время включить душ. У M.A.R.K. 13 случается короткое замыкание и в конце концов он отключается. На следующее утро в радиопередаче объявляют, что M.A.R.K. 13 одобрен правительством и будет производиться массово. Кочующий мусорщик возвращается в заражённую пустошь.

## В ролях
| Актёр            | Роль                      |
| ---------------- | ------------------------- |
| Дилан Макдермотт | Моузес Бакстер            |
| Стейси Трэвис    | Джилл                     |
| Джон Линч        | Шейдс                     |
| Уильям Хуткинс   | Линкольн Вайнберг-младший |
| Марк Нортовер    | Элви                      |
| Пол Маккензи     | Вернон                    |
| Игги Поп         | Злой Боб голос            |
| Карл Маккой      | Кочевник                  |
| Лемми            | водитель такси            |

В фильме приняли участие сразу несколько известных музыкантов: Игги Поп, фронтмен британской готической рок-группы «Fields of the Nephilim» Карл Маккой и основатель группы «Motörhead» Иэн Килмистер, более известный под псевдонимом Лемми.

## Производство
Писатель-режиссёр Ричард Стэнли ещё подростком сделал пост-апокалиптический короткометражный фильм. По его собственному признанию, «Железо» выросло из этого фильма и под влиянием других авторов, особенно преувеличенно эпатажных телепередач Psychic TV.
Непосредственно перед работой над фильмом Стэнли присоединился к партизанам-мусульманам во время Советской войны в Афганистане, где он снял документальный фильм.
Относительно подоплёки событий фильма Стэнли подчёркивает, что робот не знает, что он совершает зло, а подчиняется только программе, и это сопоставимо с духовным поиском.
Сцена «сборки» робота была снята в Марокко. Остальная часть фильма — в восточном Лондоне. Miramax настаивал на американском участии, поэтому в кастинге участвовали американские актёры. Стэнли привлёк актёров из других стран.
Стэнли заявлял также, что хотел подчеркнуть темы фашизма и пассивного признания авторитаризма, будучи впечатлён наследием апартеида в его родной Южной Африке.

## Награды
Фестиваль фантастического кино «Fantasporto» (Португалия):
- 1991 — Лучший режиссёр (Ричард Стэнли)

Брюссельский фестиваль фантастических фильмов:
- 1991 — Серебряный ворон

Фестиваль фантастического кино в Авориазе (Франция):
- 1991 — Лучшие спецэффекты[6]

## Релиз
«Железо» изначально получил рейтинг «X» из за высокого уровня крови и насилия. Позже была вырезана пара сцен, чтобы избежать клейма рейтинга, связанного с порнографией. В Соединённых Штатах, фильм дебютировал под шестым номером. В первые выходные он собрал 2 381 285 долл. США и имел общий внутренний валовой сбор в размере 5 728 953 долл. США в 695 театрах.
После неожиданного успеха фильма в прокате возникли юридические проблемы из-за сходства его сценария с опубликованным в 1980 году комиксом. В результате на протяжении многих лет его выпуск на DVD тормозился.
«Железо» было выпущено на DVD и Blu-ray 22 июня 2009 года, причём в этом и последующих выпусках в титрах был указано, что фильм снят по мотивам комикса 1980 года. Затем был переиздан 13 октября 2009 года.

## Критика
- На Rotten Tomatoes 46 % из 13 положительные; средний рейтинг составлял 5,7 из 10[14]. В своём первоначальном выпуске «Железо» получило смешанные отзывы критиков, которые отмечали его вторичность по отношению к «Чужому» и «Терминатору»[15].
- Овен Глейберман из Entertainment Weekly дал фильму оценку «D+» и назвал его не оригинальным, как если бы кто-то снимал Чужого с монстром играемым ржавым набором эректров[16].
- Variety написал: «Какофоническая, кошмарная вариация в постапокалипсическом предостерегающем жанре» и далее назвал «Железо» фильмом культовым для панков[17].
- Майкл Уилмингтон в газете Los Angeles Times назвал фильм неглубоким сплэттером, чья преувеличенная мрачность поднимает его несколько выше обычного техно-триллера, но он при этом сохраняет штампы и родовые недостатки этого жанра о постиндустриальном обществе с дронами и высокотехнологичными кровавыми банями[18].
- Винсент Кэнби из The New York Times описал фильм как будущее полуночного фильма и добавил: «Смотреть „Железо“ — как быть пойманным в ловушку внутри видеоигры, где все, в том числе и вы, грязно ругаются»[19].
- Ричард Харрингтон из The Washington Post назвал его «фильмом MTV, безумного гиперкинетического стиля и футуристических образов, с небольшой заботой о сюжете и ещё меньшей — о содержании»[20].